# Сыроежка аметистовая
Сырое́жка амети́стовая, Сыроежка синеватая (лат. Rússula amethýstina) — вид грибов, включённый в род Сыроежка (Russula) семейства Сыроежковые (Russulaceae).

## Описание
Шляпка тонкая, у молодых грибов полушаровидная, затем раскрывается до уплощённой и слабо вдавленной, до 4—7(10) см в диаметре. Край тупой, ребристый. Кутикула (кожица) отделяется на большей части радиуса, сухая (у молодых грибов немного клейкая), в окраске преобладают винно-коричневые и фиолетовые тона, имеется кольцевидная зона с наиболее тёмной окраской.
Пластинки приросшие к ножке, средне-частые, охристые.
Ножка 4—8×1—2 см, книзу сужающаяся, хрупкая, быстро становится полой, белая, вскоре темнеет до желтоватой и буроватой.
Мякоть ломкая, белая или цвета ножки, без заметного вкуса, в основании ножки с запахом, напоминающим иодоформ.
Споровый отпечаток довольно интенсивно жёлтый. Споры 7—9×6—8 мкм, покрытые бородавками, иногда частично соединёнными рубцами. Базидии четырёхспоровые, 35—50×10—13 мкм. Цистиды 50—65×9—12,5 мкм, остроконечные, бесцветные при контакте с сульфованилином.
Съедобный гриб.

## Экология и распространение
Образует микоризу с лиственными и хвойными породами — дубом и елью. Появляется в конце лета — начале осени группами, изредка.
Широко распространена в умеренной зоне Северного полушария.